# RRM2
RRM2 (англ. Ribonucleotide reductase regulatory subunit M2) – білок, який кодується однойменним геном, розташованим у людей на короткому плечі 2-ї хромосоми.  Довжина поліпептидного ланцюга білка становить 389 амінокислот, а молекулярна маса — 44 878.
| 10         |  | 20         |  | 30         |  | 40         |  | 50         |
| ---------- |  | ---------- |  | ---------- |  | ---------- |  | ---------- |
| MLSLRVPLAP |  | ITDPQQLQLS |  | PLKGLSLVDK |  | ENTPPALSGT |  | RVLASKTARR |
| IFQEPTEPKT |  | KAAAPGVEDE |  | PLLRENPRRF |  | VIFPIEYHDI |  | WQMYKKAEAS |
| FWTAEEVDLS |  | KDIQHWESLK |  | PEERYFISHV |  | LAFFAASDGI |  | VNENLVERFS |
| QEVQITEARC |  | FYGFQIAMEN |  | IHSEMYSLLI |  | DTYIKDPKER |  | EFLFNAIETM |
| PCVKKKADWA |  | LRWIGDKEAT |  | YGERVVAFAA |  | VEGIFFSGSF |  | ASIFWLKKRG |
| LMPGLTFSNE |  | LISRDEGLHC |  | DFACLMFKHL |  | VHKPSEERVR |  | EIIINAVRIE |
| QEFLTEALPV |  | KLIGMNCTLM |  | KQYIEFVADR |  | LMLELGFSKV |  | FRVENPFDFM |
| ENISLEGKTN |  | FFEKRVGEYQ |  | RMGVMSSPTE |  | NSFTLDADF  |  |            |

A: Аланін

C: Цистеїн

D: Аспарагінова кислота

E: Глутамінова кислота

F: Фенілаланін

G: Гліцин

H: Гістидин

I: Ізолейцин

K: Лізин

L: Лейцин

M: Метіонін

N: Аспарагін

P: Пролін

Q: Глутамін

R: Аргінін

S: Серин

T: Треонін

V: Валін

W: Триптофан

Кодований геном білок за функціями належить до оксидоредуктаз, фосфопротеїнів. 
Задіяний у таких біологічних процесах як реплікація ДНК, альтернативний сплайсинг. 
Білок має сайт для зв'язування з іонами металів, іоном заліза. 
Локалізований у цитоплазмі.